# جوزيف براون (موظف مدني)
جوزيف براون (بالإنجليزية: Joseph Browne)‏ هو موظف مدني فيجي، ولد في 14 أبريل 1948.